# Oertelshain
Oertelshain ist ein Ortsteil der Gemeinde Remse im Landkreis Zwickau (Freistaat Sachsen). Er wurde am 1. April 1938 eingemeindet.

## Geografie

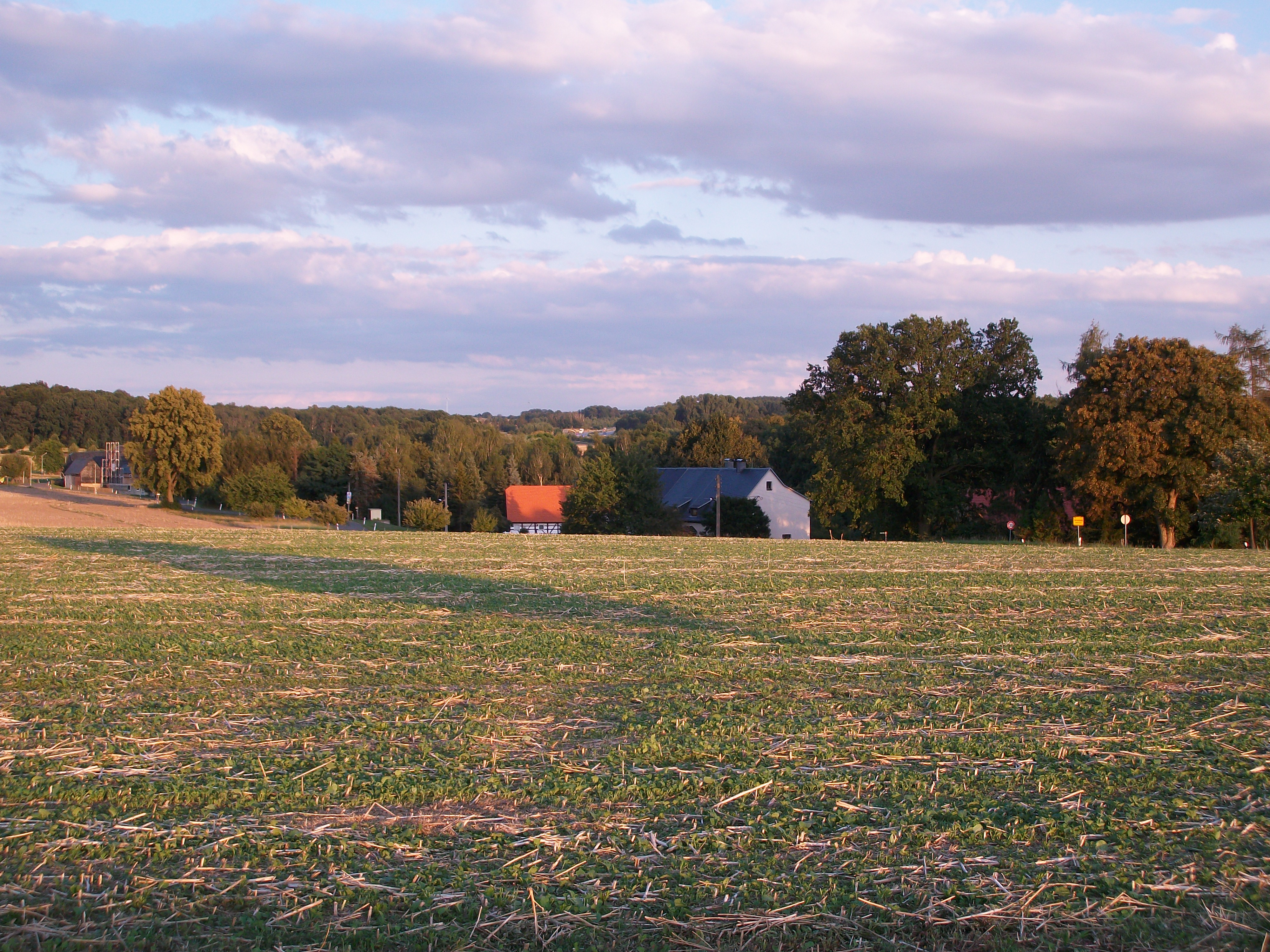
Blick auf Oertelshain

### Geografische Lage und Verkehr
Oertelshain befindet sich zwischen Remse im Norden und der Bundesautobahn 4 im Süden. Der im Ortsgebiet entspringende Oertelshainer Bach entwässert nach Nordwesten in die Zwickauer Mulde.

### Nachbarorte
|                | Remse                                       |            |
| Kleinbernsdorf | Kompassrose, die auf Nachbargemeinden zeigt | Oberwinkel |
|                | Reinholdshain                               | Ebersbach  |

## Geschichte

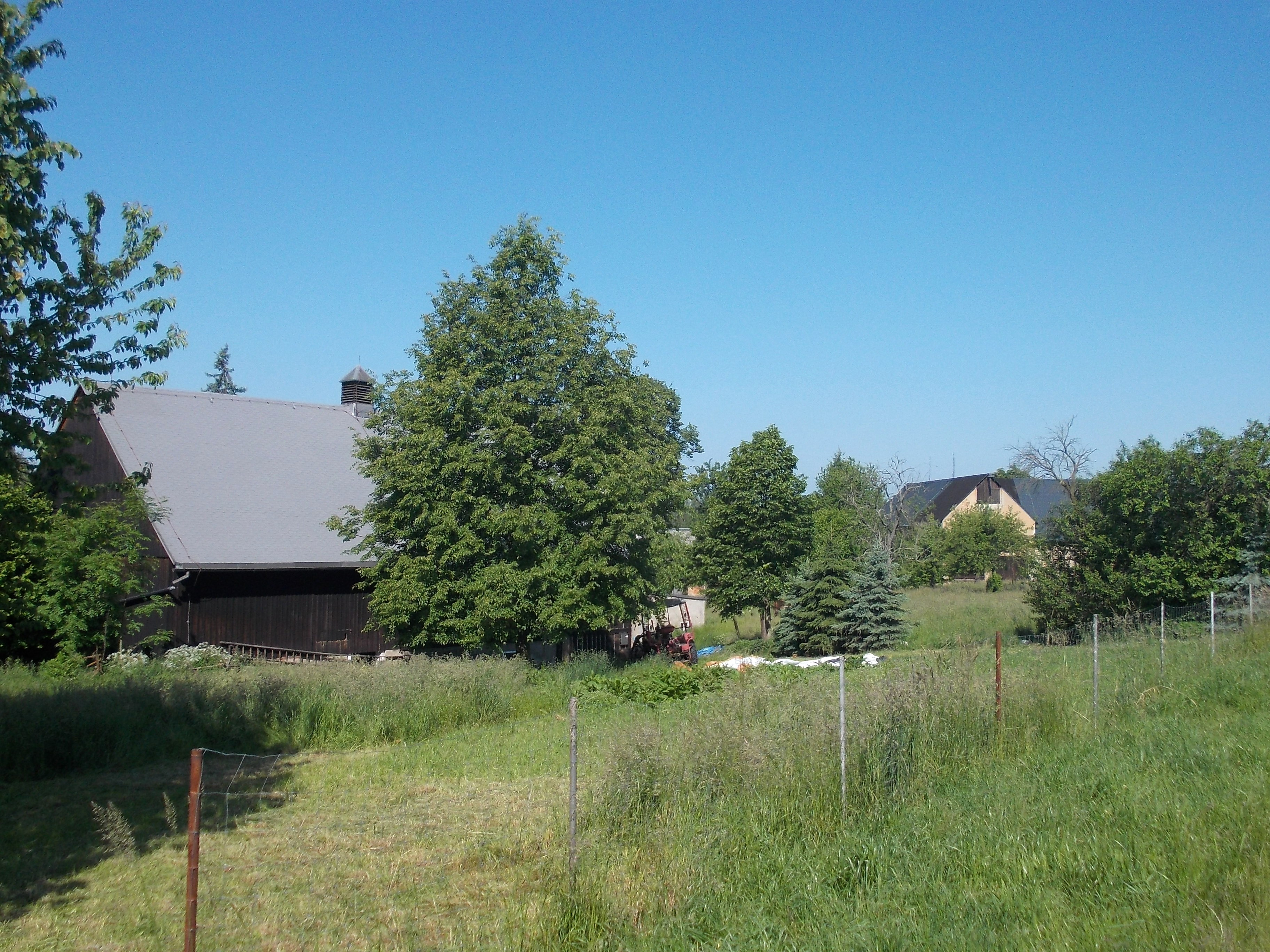
Oertelshain, Ortseingang

Das Waldhufendorf Oertelshain wurde im Jahr 1390 als „Etzilshain“ bzw. „Etzelßheym“ erwähnt. Der Ort kam im Jahr 1543 als einstiger Besitz des im Zuge der Reformation im Jahr 1533 aufgelösten Klosters Remse durch Kauf an die Herren von Schönburg. Im Jahr 1551 wird Oertelshain als Amtsdorf der schönburgischen Herrschaft Remse geführt, welche nach Auflösung des Klosters Remse im Jahr 1533 entstand und seit 1543 den Herren von Schönburg unter wettinischer Oberhoheit gehörte. Kirchlich ist Oertelshain seit jeher nach Remse gepfarrt.
Im Rahmen der administrativen Neugliederung des Königreichs Sachsens wurde Oertelshain als Teil der schönburgischen Lehnsherrschaft Remse im Jahr 1835 der Kreisdirektion Zwickau unterstellt. Die Lehnsherrschaft Remse mit ihren Orten wurde seitdem administrativ durch das königlich-sächsische Amt Zwickau verwaltet. Ab 1856 gehörte Oertelshain zum Gerichtsamt Remse und ab 1875 zunächst zur Amtshauptmannschaft Zwickau. Nachdem auf dem Gebiet der Rezessherrschaften Schönburg im Jahr 1878 eine Verwaltungsreform durchgeführt wurde, kam Oertelshain mit dem gesamten ehemaligen Gerichtsamtsbezirk Remse im Jahr 1880 zur neu gegründeten sächsischen Amtshauptmannschaft Glauchau.
Am 1. April 1938 wurde Oertelshain nach Remse eingemeindet. Durch die zweite Kreisreform in der DDR kam Oertelshain als Ortsteil der Gemeinde Remse im Jahr 1952 zum Kreis Glauchau im Bezirk Chemnitz (1953 in Bezirk Karl-Marx-Stadt umbenannt), der 1990 als sächsischer Landkreis Glauchau fortgeführt wurde und 1994 im Landkreis Chemnitzer Land bzw. 2008 im Landkreis Zwickau aufging.